# Entalophoroecia elegans
Entalophoroecia elegans is een mosdiertjessoort uit de familie van de Plagioeciidae. De wetenschappelijke naam van de soort is voor het eerst geldig gepubliceerd in 1909 door Norman.